# NGC 1191
NGC 1191 è una lontana galassia lenticolare situata nella costellazione dell'Eridano, a una distanza di circa 437 milioni di anni luce dalla nostra Via Lattea.

## Scoperta
La galassia è stata scoperta il 2 dicembre 1885 dall'astronomo statunitense Francis Leavenworth.

## Gruppo Compatto di Hickson 22
NGC 1191 assieme a NGC 1189, NGC 1190, NGC 1192 e NGC 1199 forma un raggruppamento di galassie noto come Hickson Compact Group HCG 22. È da notare tuttavia che NGC 1191, come pure NGC 1192, si trovano a una distanza molto maggiore dalla nostra Via Lattea per cui, anche se Paul Hickson le ha incluse nel gruppo HCG 22, esse in realtà non ne fanno parte in quanto si trovano in secondo piano rispetto alle altre galassie e appaiono collegate solo dal punto di vista prospettico.